# Commerciale (album)
Commerciale è il secondo album in studio del gruppo musicale italiano OneMic, pubblicato il 22 marzo 2011 dalla Doner Music.

## Descrizione
Commerciale è stato anticipato dal videoclip del brano omonimo e contiene, tra i venti brani, un remix del brano Pioggia del 2006.
Le produzioni sono curate soprattutto da Big Fish, Marco Zangirolami e Rayden, con la partecipazione di DJ Double S di Rise (beatboxer milanese), e di Luca Zed Capasso alla batteria acustica.
Il 15 febbraio 2011 esce il videoclip del primo estratto Commerciale sul canale ufficiale YouTube del gruppo, che anticipa l'uscita del disco.
Il 4 luglio 2011 esce il videoclip del secondo brano estratto Il mare se ne frega e il 27 ottobre 2011 il terzo ed ultimo estratto Scusami.

## Tracce
1. 5 anni dopo (feat. DJ Double S) – 2:59
2. Con o senza cash – 3:41
3. Commerciale – 4:02
4. Guarda avanti – 3:37
5. Non ho l'età – 3:09
6. OneMic fa rap (feat. DJ Double S) – 4:10
7. Non c'è storia – 4:04
8. Vivo come se (feat. Zuli) – 3:40
9. Il mare se ne frega – 2:50
10. Vita, morte e miracoli – 3:40
11. Mentalità da periferia – 4:36
12. Nel DNA – 4:01
13. Scusami – 3:50
14. Pioggia (feat. Simona Barbieri) (Remix) – 3:28